# Institut coréen de recherche aérospatiale

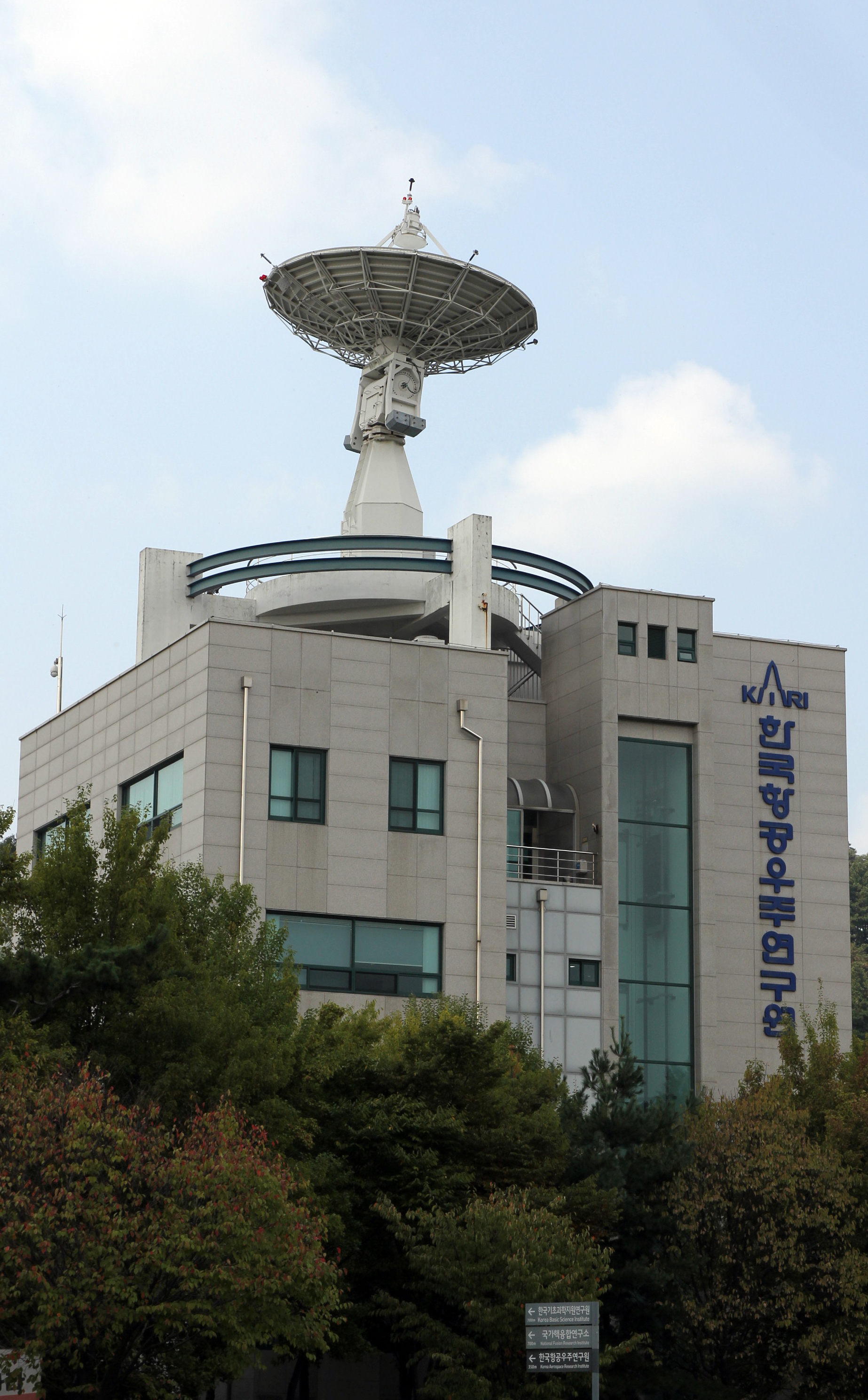
Institut coréen de recherche aérospatiale

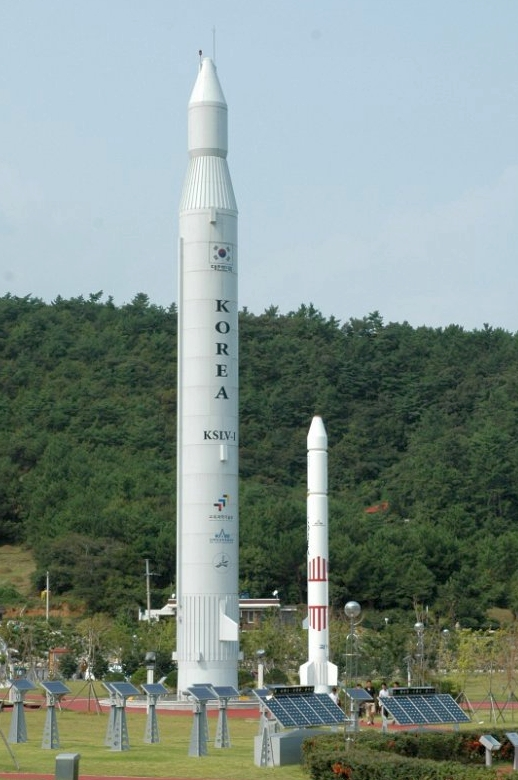
La réplique du lanceur KSLV-1 au centre spatial de Naro.

L'Institut coréen de recherche aérospatiale ou KARI (acronyme de Korea Aerospace Research Institute) était jusqu'en 2024 l'agence spatiale sud-coréenne avant d'être fusionnée fin mai 2024 avec l'Institut coréen d'astronomie et de science spatiale (KASI) pour former la nouvelle agence spatiale sud-coréenne, la KASA. 
En 2023 (dernière année avant sa disparition), l'agence disposait d'un budget d'environ 874,2 milliards de wons (590 millions d'euros) et employait environ 1000 personnes à cette date. Les principales réalisations de l'agence ont porté sur la mise au point des lanceurs spatiaux Nuri et KSLV-3 (en développement), la réalisation des plateformes de  satellites d'observation de la Terre KOMPSAT et GEO-KOMPSAT et sur le plan scientifique la réalisation d'une sonde spatiale  (orbiteur Danuri) placée en 2022 en orbite autour de la Lune.

## Historique

### Développement de fusées-sondes
Cette agence développe d'abord des fusées-sondes tirés depuis Anheung Jonghapsiheomjang: un modèle simple mono-étage entre 1990 et 1993, la KSR-1 (Korea Sounding Rocket-1), d'une masse d'une tonne au décollage et de 4,7 mètres de hauteur. Lancé à deux exemplaires en 1993 à un apogée de 75 km, elle donne les bases pour une fusée à deux étages de 11,1 mètres de haut, la KSR-2, d'une masse de 2 tonnes et de 11,04 m de hauteur qui atteint 127,7 km d'altitude le 9 juillet 1997. Un deuxième tir est effectué avec succès avec ce modèle en 1998. Elle développe ensuite une fusée-sonde à carburant liquide, la KSR-3 à oxygène liquide/kérosène d'une masse de 6 tonnes et de 14 m de hauteur qui est lancée le 28 novembre 2002.

## Développement des lanceurs KSLV
KARI développe à compter de 2002, le lanceur KSLV (Korea Space Launch Vehicle),version du lanceur russe Angara  et construit le centre spatial de Naro pour ce programme. Après deux échecs en 2009 et 2010, ce lanceur effectue son seul vol réussi en 2013. Un lanceur entièrement développé par la Corée du Sud, le lanceur KSLV-2 (Nuri) après l'échec de son premier vol en 2021 effectue deux vols réussis en 2022 et 2023. Ce lanceur à trois étages peut placer environ 1 500 kg en orbite héliosynchrone.

## Missions scientifiques
Un programme visant à lancer une sonde spatiale vers la Lune d'ici à 2020 est annoncé en 2007. Finalement Danuri commence sa mission en orbite lunaire en 2022.

## Programme spatial habité
Le premier cosmonaute sud-coréen est Yi So-yeon, une chercheuse en bio-ingénierie de l'institut KARI de 29 ans, qui embarque sur le Soyouz TMA-12 le 8 avril 2008 pour un séjour dans la Station spatiale internationale et qui s'achève le 19 avril 2008 en remplacement de Ko San, le candidat principal qui est démis de sa fonction pour avoir enfreint à plusieurs reprises les règles de sécurité pendant la phase d'entraînement.

## Évolution du budget
| Année                                     | Budget | Année | Budget |
| ----------------------------------------- | ------ | ----- | ------ |
| 1990                                      | 9,1    | 1994  | 32,1   |
| 1998                                      | 78,3   | 2002  | 121,4  |
| 2005                                      | 220,3  | 2006  | 318    |
| 2008                                      | 363    | 2009  | 325    |
| 2010                                      | 365    | 2011  | 274,8  |
| 2012                                      | 295,7  | 2013  | 392,4  |
| 2014                                      | 450,4  | 2015  | 600    |
| 2016                                      | 688    | 2017  | 659    |
| 2018                                      |        | 2019  |        |
| 2020                                      | 616    | 2021  | 615    |
| 2022                                      | 743    | 2023  | 874,2  |
| 10 milliards de wons = 8 millions d'euros |        |       |        |

## Fusion avec l'institut KASI pour former l'agence KASA
Dans le but d'accélérer le programme spatial national, le président de la Corée du Sud Yoon Suk Yeol entré en fonction en ma 2022 décide de créer une agence spatiale sur le modèle de la NASA réunissant dans une seule entité l'ensemble des structures oeuvrant dans le domaine spatial. Ainsi fin mai 2024 l'agence KARI est fusionnée avec l'Institut coréen d'astronomie et de science spatiale (KASI) pour former la nouvelle agence spatiale sud-coréenne, la KASA.